# 津澄村
津澄村（つすみむら）は茨城県行方郡にかつて存在した村である。

## 地理
- 現在の行方市の北東部、旧北浦町の西部に位置する。
- 村は北浦の西岸に位置している。
- 村域は台地と平地が入り組む谷戸が多い地形になっている。

## 歴史

### 村域の変遷
- 1889年（明治22年）4月1日 - 町村制施行により、繁晶村・吉川村・山田村・中根村が合併し行方郡津澄村が発足。
- 1955年（昭和30年）4月1日 - 武田村・要村と合併し北浦村が発足。同日津澄村廃止。

変遷表
| 1868年 以前 | 1868年 以前 | 明治22年 4月1日 | 昭和30年 4月1日 | 平成9年 10月1日 | 平成17年 9月2日 | 現在   |
| ----------- | ----------- | --------------- | --------------- | --------------- | --------------- | ------ |
|             | 繁晶村      | 津澄村          | 北浦村          | 町制            | 行方市          | 行方市 |
|             | 吉川村      | 津澄村          | 北浦村          | 町制            | 行方市          | 行方市 |
|             | 山田村      | 津澄村          | 北浦村          | 町制            | 行方市          | 行方市 |
|             | 中根村      | 津澄村          | 北浦村          | 町制            | 行方市          | 行方市 |

## 人口・世帯

### 人口
総数 [単位： 人]
| 1891年（明治24年） | 2,412  |
| 1920年（大正 9年） | 3,234  |
| 1927年（昭和 2年） | 1,878  |
| 1935年（昭和10年） | 3,560  |
| 1950年（昭和25年） | 4,448  |
| 1955年（昭和30年） | 11,678 |

### 世帯
総数 [単位： 世帯]
| 1920年（大正 9年） | 621   |
| 1927年（昭和 2年） | 600   |
| 1935年（昭和10年） | 619   |
| 1950年（昭和25年） | 774   |
| 1955年（昭和30年） | 1,893 |